# Sixième circonscription de la préfecture d'Ibaraki
La sixième circonscription de la préfecture d'Ibaraki (茨城県第6区, Ibaraki-ken dai-roku-ku) est l'une des sept circonscriptions législatives que compte la préfecture d'Ibaraki au Japon.

## Description géographique
Entre 1994 et 2013, la sixième circonscription de la préfecture d'Ibaraki regroupait les villes de Tsuchiura, Ishioka, Tsukuba, les districts de Niihari (ja) et Tsukuba (ja) et, dans le district d'Inashiki, le bourg de Kukizaki (ja).
Entre 2013 et 2022, elle réunissait les villes de Tsuchiura, Ishioka, Tsukuba, Kasumigaura et Tsukubamirai ainsi qu'une partie de la ville d'Omitama.
Depuis 2022, elle comprend les mêmes unités administratives à l'exception de la ville d'Omitama,.

## Députés
| Législature | Début de mandat | Fin de mandat | Député élu         | Parti politique | Parti politique |
| ----------- | --------------- | ------------- | ------------------ | --------------- | --------------- |
| 41e         | 1996            | 2000          | Yūya Niwa (ja)     |                 | PLD             |
| 42e         | 2000            | 2003          | Yūya Niwa (ja)     |                 | PLD             |
| 43e         | 2003            | 2005          | Yūya Niwa (ja)     |                 | PLD             |
| 44e         | 2005            | 2009          | Yūya Niwa (ja)     |                 | PLD             |
| 45e         | 2009            | 2012          | Hiroko Ōizumi (ja) |                 | PDJ             |
| 46e         | 2012            | 2014          | Yūya Niwa          |                 | PLD             |
| 47e         | 2014            | 2017          | Yūya Niwa          |                 | PLD             |
| 48e         | 2017            | 2021          | Ayano Kunimitsu    |                 | PLD             |
| 49e         | 2021            | 2024          | Ayano Kunimitsu    |                 | PLD             |
| 50e         | 2024            | -             | Yamato Aoyama (ja) |                 | PDC             |